# Vestine (cratera)

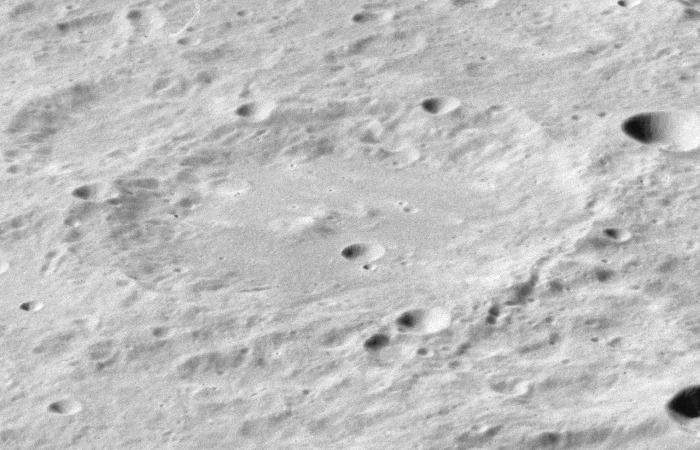
Oblíqua Apollo 16 mapeando a imagem da câmera

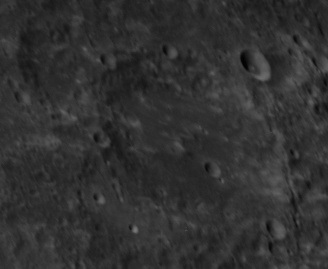
Imagem oblíqua da câmera Apollo 14 Hasselblad

Vestine é uma fortemente erodida cratera de impacto na Lua 's lado , um pouco além do membro nordestino.  Encontra-se a sudoeste da grande planície murada de Harkhebi e a noroeste do par da cratera Maxwell - Richardson . 
A borda externa dessa cratera é uma crista irregular no piso interno.  A pequena cratera satélite, Vestine A, fica do outro lado da borda norte.  A cratera Vestine cobre a metade oriental da cratera Vestine T, uma formação mais antiga e um pouco menor.  O piso interior tem uma crista central arredondada com uma pequena craterlet localizada a leste. 
Antes da nomeação formal em 1970 pela IAU ,  esta cratera era conhecida como Cratera 111 . 

## Crateras satélites
Por convenção, essas características são identificadas nos mapas lunares colocando-se a letra ao lado do ponto médio da cratera mais próximo de Vestine. 
| Vestine | Latitude | Longitude | Diâmetro |
| ------- | -------- | --------- | -------- |
| UMA     | 36,2 ° N | 94,8 ° E  | 17 km    |
| T       | 33,9 ° N | 91,1 ° E  | 49 km    |